# سعد جرجيس
سَعد جَرجِيس سَعِيد حَدِيد الجُبُورِيّ (2 ديسمبر 1979 – ) هو شاعر وناقد أدبي وأكاديمي عراقي وعضو الاتحاد العام للأدباء والكتاب في العراق، ولد في قضاء الشرقاط في محافظة صلاح الدين، يعمل أستاذاً جامعياً في جامعة تكريت وله اشتغال واسع بالشعر والنقد.

## نشأته
نشأ سعد جرجيس في بيئة ريفية شعبيَّة بسيطة، وعمِل في أول حياته بالفِلاحة في حقل والده القريب من نهر دجلة، وكان طالباً في المرحلة الابتدائية حين فُرِضَ الحصار الدولي الاقتصادي على العراق عام 1990، الذي لم ينفك عنه في 2003 إلا وقد أنهى دراساته الابتدائية والمتوسطة والإعدادية، وكان على مشارف نيل شهادة البكالوريوس في اللغة العربية. كان لهذه النشأة الريفية وتجرُّع الحصار الاقتصادي بالغ الأثر في شعره، فشعره يضج بصور الطبيعة والريف والنهر، رغم انتقاله إلى البيئة المدنية والعمل الأكاديمي، فيقول في قصيدته «ذاكرة الوطن القديم»: 
 ويقول أيضاً: 
 ولطالما لمس النقاد في شعره ارتباطه بالأرض التي ترعرع فيها وذاكرته المكانية، وبؤس الحصار الاقتصادي وصوت الطفولة وغيرها من الرمزيات المكتسبة من هذه النشأة.

## بداياته
أكمل سعد جرجيس دراسته الابتدائية والمتوسطة في قضاء الشرقاط، وكان متعلقاً بكل ما يمتُّ للغة العربية والأدب العربي بصلة منذ بدايته، فكان حريصاً على المشاركة الدائمة في الفعاليات التي تُقام في المدرسة، منها رفعُ العلم صباحَ الخميس وفي الاحتفالات التي تُقَام باستمرار، معتمِدَاً على محفوظه من الشعر، وبدأ مَيله للبحث في علوم اللغة العربية منذ أن كان في المرحلة الإعدادية حيث بدأ بنظم الشعر والبحث في بحوره، فاشترك في الاحتفالات التي تُقام على مستوى القضاء بقصائده الأولى والتي كان معظمها يدور في مفهوم الوطن.

## اختصاصه وتوظيفه
التحق سعد جرجيس بقسم اللغة العربية في كلية الآداب بجامعة الموصل عام 1999، حيث رَفَدَته الدراسة بالأدوات التي يحتاجها لصياغة تجربته الشعرية، فضلاً عن لقائه بعدد من الشخصيات الأكاديمية والأكاديمية الشاعرة، الذين اعتنوا بتجربته، وعلى رأسهم الأكاديمية الشاعرة بشرى البستاني، وكان حريصاً على المشاركة في المهرجانات الشعرية التي تقام في كلية الآداب وجامعة الموصل، ثم واصل دراسته فحصل على شهادة البكالوريوس في اللغة العربية عام 2003، وشهادة الماجستير في الأدب العربي الحديث عام 2006، ثم الدكتوراه من القسم ذاته في النقد الأدبي الحديث عام 2011 عن أطروحته «شِعْرُ الهُذَليين في الخطاب النقدي العربي المعاصر».
عُيِّن سعد في مدرِّساً مساعداً في كلية التربية الأساسية في الشرقاط التابعة لجامعة تكريت بتاريخ 30 مايو 2005، ثم، وبتاريخ 12 فبراير 2012، حاز ترقيةً إلى درجة مدرِّس، ثم إلى أستاذ مساعد بتاريخ 4 مايو 2015، ولم يلبث نيفاً حتى أصبح أستاذاً ورئيساً لقسم اللغة العربية في الكلية نفسها من 1 أكتوبر 2012 إلى 1 مارس 2015، ثم معاوناً لعميد كلية التربية الأساسية في الشرقاط من 1 نوفمبر 2022، وقد ناقش العديد من رسائل الماجستير وأطاريح الدكتوراه واشترك في العديد من المؤتمرات العلمية والندوات وورش العمل.

## نشاطه الثقافي
عمل سعد جرجيس في إدارة عدد من المنتديات الثقافية، ومنها منتدى الشرقاط الثقافي، وعضواً للهيأة الإدارية لاتحاد الأدباء والكتاب في صلاح الدين بصفة مسؤول اللجنة الثقافية فيه، وهو عضو في الاتحاد العام للأدباء والكتاب في العراق، وعضو مشارك في أكثر من مجلة أدبية في العراق، منها مجلة الأديب العراقي، الصادرة عن اتحاد الأدباء والكتاب في العراق. ساهم كذلك في إدارة المسابقات والجوائز الأدبية في الجامعات العراقية ووزارة التربية، واتحاد الأدباء والكتاب في العراق، وعمل في عضوية اللجان الثقافية الجامعية.
اشترك سعد في العديد من المهرجانات والأنشطة والفعاليات الثقافية في داخل العراق وخارجه، منها مهرجان المربد في البصرة، ومهرجان الجواهري في بغداد، ومهرجان أبي تمام في الموصل، وملتقى كلاويز الثقافي في السليمانية، ومهرجان عالم الشعر في النجف، ومهرجان الحبوبي في الناصرية، وعدد من المهرجانات الأخرى.
شارك على الصعيد العربي والدولي في مسابقة أمير الشعراء في أبو ظبي بالإمارات العربية المتحدة لموسميها السابع عام 2017، والثامن عام 2019 ووصل إلى مراكز متقدمة فيها، وشارك في الأيام الثقافية لمعرض تونس الدولي للكتاب عام 2023، ومهرجان المديح النبوي الثاني في إسطنبول عام 2023.

## كتبه ومقالاته
من أشهر ما كتبه سعد من الكتب ونُشر بطريقة رسمية:
1. الليل في القرآن الكريم (دراسة جمالية)
2. طفلة الوطن العجوز (ديوان شعري)
3. ربيع ثالث (قراءة في المنجز الإبداعي لأدباء الموصل)

ومن المقالات:
1. الحضور والغياب في ثنائية الحب والحرب (قراءة في شعر بشرى البستاني)
2. بلقيس وتجليات المكان (قراءة في شعر نزار قباني)
3. بنية الحرب في شعر بشرى البستاني، من تدفق الفن إلى توصيل الفجيعة
4. الحركة والسكون في سورة القمر (دراسة فنية)

## المؤتمرات العلمية
قام سعد بعقد العديد من المؤتمرات العلمية والورش الأدبية أشهرها:
1. المؤتمر العلمي الأول لكلية الآداب/ جامعة تكريت (5 مايو 2008)
2. المؤتمر العلمي الثاني لكلية الآداب (2 مايو 2009)
3. ملتقى كلاويش الثقافي (9 نوفمبر 2001)

كما عقد العديد من ورش العمل أهمها:
1. الطالب الجامعي والإبداع الثقافي
2. الإبداع الثقافي في الشرقاط، الواقع والطموح
3. دور المعطيات الإلكترونية في تجديد الخطاب الأدبي
4. الشعر الشعبي، وأثره على اللغة العربية الفصحى[1]